# Schwabestraße 9, 11, 18, 20, 22, 24

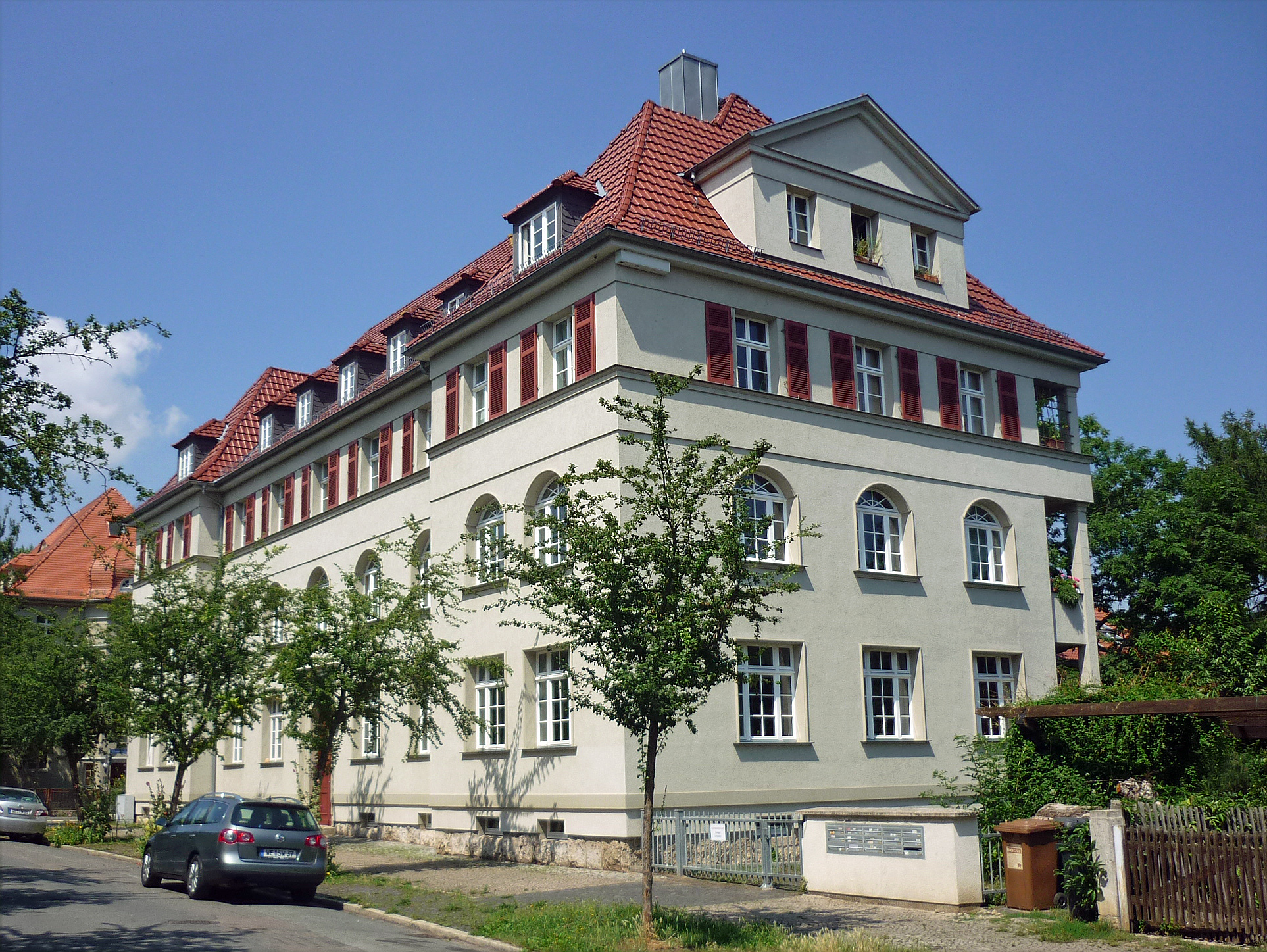
Cranachstraße 48

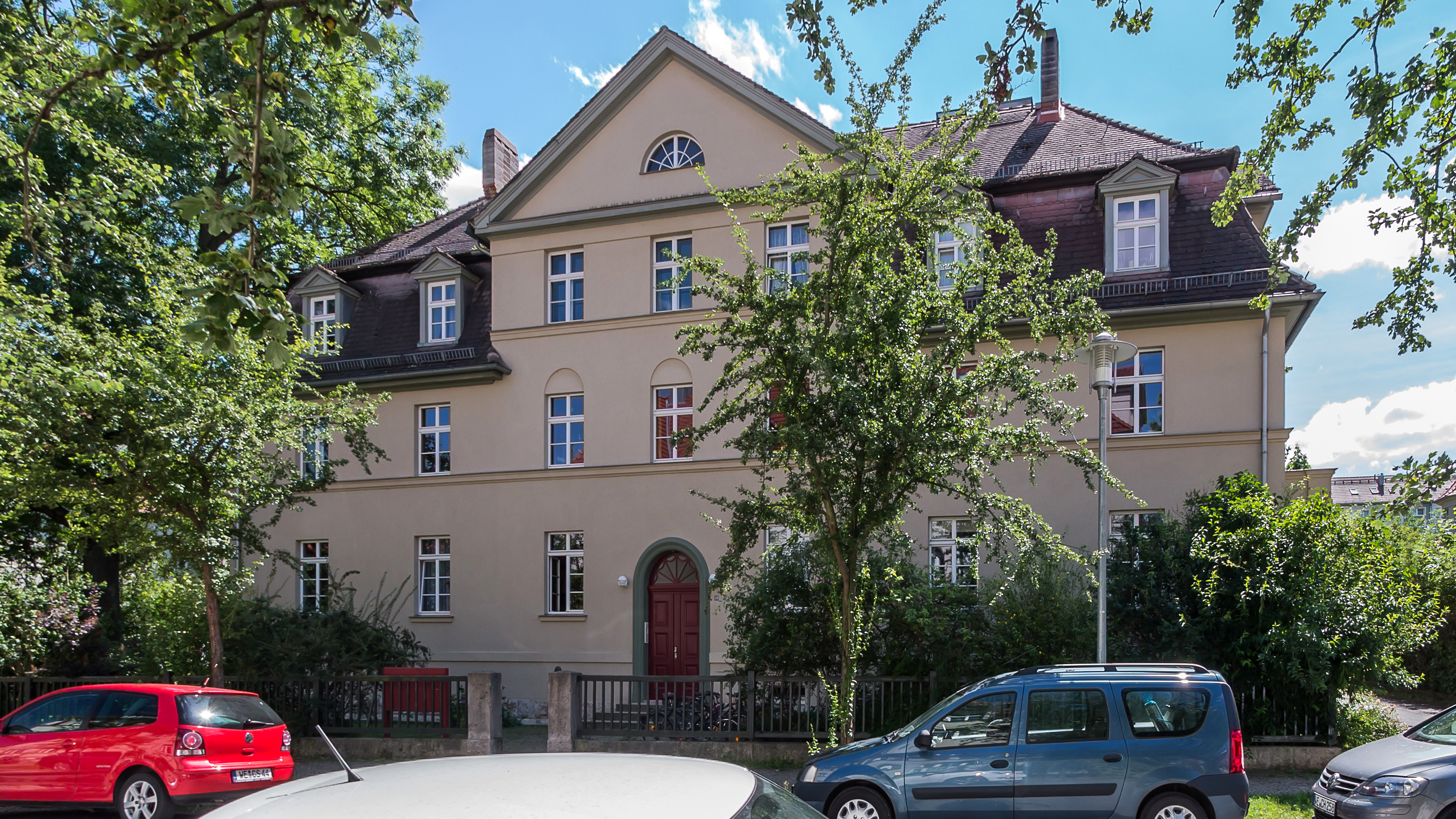
Cranachstraße 49

Die Gebäude Schwabestraße 9, 11, 18, 20, 22, 24 in der Westvorstadt von Weimar sind vergleichbar mit denen der Cranachstraße 48, 49 (Weimar). Diese Gebäude aus den 1920er Jahren wurden zumeist entworfen von dem Weimarer Oberbaurat Jakob Schrammen. Allerdings ist gesondert darauf zu verweisen, da sie Gebäude sind, die zur Blindenwerkstatt wurden und das Haus 20/22 die Inschrift „Dem Wohltäter der Blinden Max Zöllner zum Ehrengedächtnis“ trägt. Dieses ist für die Blindenwerkstatt das Internat. Das 2,5 ha große Areal in der Schwabestraße wird sicher nicht von Ungefähr als „Altes Zöllnerviertel“ bezeichnet. Diese gehören zur Max-Zöllner-Stiftung, benannt nach Max Zöllner. Hierin der Schwabestraße 11, in der Schwabestraße 2 wie in der Herbststraße 35 wohnte der mutmaßlich am Mord an dem Reichskanzler Kurt von Schleicher beteiligte SD-Mann Johannes Schmidt.
Das Ende(en) der Schwabestraße ist mit diesen Bauten gewissermaßen parkartig angelegt. Diese Gebäude sind auf der Liste der Kulturdenkmale in Weimar (Einzeldenkmale) aufgeführt.

## Bauziel
Mit der Errichtung der Häuser sollte der Wohnungsknappheit für Beamte begegnet werden, die sich durch starken Zuzug verstärkte. Damit war die Errichtung zugleich eine staatliche Angelegenheit, die über ein normales Genehmigungsverfahren hinausging. Der thüringische Staat war hier auch der Bauherr. Derartige Gebäude gibt es u. a. auch am August-Bebel-Platz und in der Großmutterleite. Blindenschule bzw. Blindenwerkstatt wurden diese Gebäude erst zu späterer Zeit. Das erfolgte erst ab 1946 unter Ernst Leißling, der seit 1925 Direktor der Thüringischen Blindenanstalt war und hier eine Grund- und Berufsschule, die Werkstätten, Altersheim und das Internat aufbaute.

## Publikation
Über die Gebäude in der Schwabestraße wurde 1928 erstmals von August Lehrmann publiziert.